# 爱德华·布赫纳
爱德华·布赫纳（德語：Eduard Buchner，1860年5月20日—1917年8月13日），德国化学家，1907年获诺贝尔化学奖。

## 生平

### 早年
布赫纳出生於德意志帝國慕尼黑。 他的哥哥是漢斯·恩斯特·奧古斯特·布赫纳。1884年，他開始在慕尼黑植物研究所跟隨阿道夫·冯·拜尔學習化學，並跟隨卡尔·威廉·冯·内格里學習植物學。 在埃爾蘭根大學與奧托·菲舍爾（埃米爾·菲舍爾的堂兄）一起工作一段時間後，布赫纳於1888年在西奧多·庫爾蒂烏斯的指導下獲得了慕尼黑大學的博士學位。

### 學者時期
布赫纳於 1889 年被任命為慕尼黑大學阿道夫·馮·拜爾有機實驗室的助理講師，1891年晉升為同一所大學的講師。1893年秋，布赫纳搬到基爾大學，並於1895年被任命為教授。次年，他被任命為圖賓根大學汉斯·冯·佩希曼化學實驗室的分析和藥物化學特聘教授。1898年10月，他被任命為柏林農業大學普通化學系主任，親自培訓助手，1900年康復。1909年調入布雷斯勞大學（1945年改組為弗羅茨瓦夫大學），並於1911年轉到維爾茨堡大學。

### 諾貝爾獎
布赫纳獲得1907年諾貝爾化學獎，他獲得諾貝爾獎的實驗包括生產酵母細胞的無細胞提取物，並證明這種“榨汁”可以發酵糖。 這表明發酵不需要活酵母細胞的存在，這又一次打擊了活力論。無細胞提取物是通過混合幹酵母細胞、石英和矽藻土，然後用研杵和研缽粉碎酵母細胞製成的。 當酵母細胞的內容物從細胞中出來時，這種混合物會變得潮濕。 完成此步驟後，潮濕的混合物將通過壓榨機進行壓榨，由此產生的“壓榨汁”中添加了葡萄糖、果糖或麥芽糖，並觀察到二氧化碳的釋放，有時持續數天。 顯微鏡檢查顯示提取物中沒有活的酵母細胞。布赫纳假設酵母細胞將蛋白質分泌到它們的環境中以發酵糖分，但後來發現發酵發生在酵母細胞內部。 玛丽亚·马纳西娜聲稱比布赫纳早一代發現了自由細胞發酵，但布赫纳和拉普認為她主觀上相信存在發酵酶，她的實驗證據不能令人信服。

### 個人生活
布赫纳於1900年與 Lotte Stahl 結婚。第一次世界大戰爆發時，他志願晉升為少校，在西線和東線指揮一支彈藥運輸部隊。1916年3月，他回到了維爾茨堡大學。1917年4月，他再次自願參加。1917年8月11日，當他駐紮在羅馬尼亞的福克薩尼時，他被砲彈碎片擊中，兩天后死亡。 他死於馬拉塞蒂戰役，葬於羅馬尼亞福克薩尼的德國士兵墓地。 儘管有些人認為布氏燒瓶和布氏漏斗是以他的名字命名的，但實際上它們是以工業化學家（译作恩斯特·布希纳、恩斯特·比希纳）的名字命名的。